# Juan Pérez de Pineda
Juan Pérez de Pineda (Montilla, ca. 1500 – Parigi, 1567) è stato uno scrittore spagnolo, le cui opere riguardano la fede protestante.
Alcuni affermano che Juan Pérez ricevette un incarico diplomatico dall'imperatore Carlo V e fu testimone diretto degli eventi del sacco di Roma ad opera delle truppe imperiali. Ciò nonostante, la prima notizia assolutamente certa è il suo soggiorno a Siviglia come rettore del Collegio della Dottrina.
A quel tempo, Siviglia era diventata il principale centro del protestantesimo in Spagna, dato che alcuni dei principali teologi della città simpatizzavano o si identificavano con il luteranesimo, come Juan Gil (conosciuto comunemente come il Dr. Egidio) e Constantino Ponce de la Fuente. Vi risiedevano anche gli eruditi frati dell'ordine di S. Girolamo, Casiodoro de Reina, primo traduttore della Bibbia completa in castigliano direttamente dell'ebraico e dal greco, e Cipriano de Valera, revisore della stessa.
Quando la persecuzione si scatenò a Siviglia ed il Dr. Egidio venne incarcerato nel 1551, Juan Pérez fuggì insieme ai frati dell'ordine di S. Girolamo, prima menzionati, e si rifugiò a Ginevra; da lì Julián Hernández, chiamato anche "Julianillo" (Giulianino) a causa della sua gobba e della sua piccola statura, trasportò un grande numero di riproduzioni della Bibbia in castigliano in Spagna.
A Ginevra, Pérez de Pineda stampò la sua traduzione del Nuovo Testamento, per la quale si avvalse delle traduzioni fatte da Francisco de Enzinas e Juan de Valdés; tradusse inoltre e stampò i Salmi e per tre anni fu il predicatore della congregazione di lingua spagnola che viveva in quella città. La traduzione dei Salmi, conclusa nel 1557, è dedicata alla sorella di Carlo V, Maria d'Austria, reggente dei Paesi Bassi. Il critico letterario dell'Ottocento, Marcelino Menéndez Pelayo, lodò questa traduzione come incontrovertibilmente la migliore.

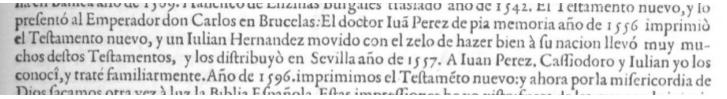
Frammento dell'introduzione di Cipriano de Valera alla sua "Bibbia della brocca" (revisione della "Bibbia dell'Orso"), dove menziona la stampa del Nuovo Testamento tradotto da Juan Pérez ed introdotta in Spagna da Julián Hernández.

Anni dopo, in un autodafe (macabra e spettacolare esecuzione pubblica) celebrato dall'Inquisizione sivigliana, ventun persone morirono sul rogo, tra cui vari frati dell'ordine di S. Girolamo ed alcune donne che si riunivano con loro per celebrare il culto protestante. In un secondo autodafe, che ebbe luogo nel 1560, Juan Pérez de Pineda venne carbonizzato in effigie insieme a Constantino Ponce ed al Dr. Egidio, il cui cadavere venne diseppellito per l'occasione. In quello stesso rogo furono bruciate quattordici persone, tra cui il citato Julián Hernández, alias “Julianillo”, condannato per contrabbando di letteratura protestante a Siviglia.
Il riformatore spagnolo scrisse anche un'Epistola Consolatoria nel 1560, destinata a fortificare gli animi dei protestanti spagnoli che soffrivano i rigori dell'Inquisizione, ed una Lettera (1557) diretta a Filippo II per esortarlo a porre rimedio ai mali della nazione. Entrambe le opere vennero copiate da Juan Calderón nel British Museum per la Biblioteca dei Riformatori spagnoli dell'ebraista ed erudito spagnolo Luis de Usoz.
Durante gli ultimi giorni della sua vita, Juan Pérez de Pineda servì come cappellano della duchessa Renata di Ferrara, che aveva fatto dei suoi dominii un territorio di accoglienza per i protestanti perseguitati. Prima di morire, Pérez de Pineda lasciò tutti i suoi beni per sostenere le spese di stampa della Bibbia in castigliano, eredità più tardi raccolta da Casiodoro de Reina per pubblicare la sua traduzione.

## Libri
- Epistola Consolatoria, Juan Pérez di Pineda. Libro dell'Editoriale MAD Eduforma